# Université Paris 1 Panthéon-Sorbonne
Université Paris 1 Panthéon-Sorbonne er et fransk universitet i Paris. Det er med sine knap 42.500 studenter landets næststørste universitet. Universitetet blev grundlagt i 1971.
I dag er universitetet især førende inden for jura, international politik og økonomi. Størstedelen af undervisningen foregår på fransk.